# Łapanów (gmina)
Pour la localité, voir Łapanów.
Łapanów est une gmina rurale du powiat de Bochnia, Petite-Pologne, dans le sud de la Pologne. Son siège est le village de Łapanów, qui se situe environ 17 km au sud-ouest de Bochnia et 34 km au sud-est de la capitale régionale Cracovie.
La gmina couvre une superficie de 71,18 km2 pour une population de 7 533 habitants.

## Géographie
La gmina inclut les villages de Boczów, Brzezowa, Chrostowa, Cichawka, Grabie, Kamyk, Kępanów, Kobylec, Łapanów, Lubomierz, Sobolów, Tarnawa, Ubrzeż, Wieruszyce, Wola Wieruszycka, Wolica et Zbydniów.
La gmina borde les gminy de Bochnia, Gdów, Jodłownik, Limanowa, Raciechowice et Trzciana.